# Aiolopus oxianus
Aiolopus oxianus är en insektsart som beskrevs av Boris Petrovich Uvarov 1926. Aiolopus oxianus ingår i släktet Aiolopus och familjen gräshoppor. Inga underarter finns listade i Catalogue of Life.